# Campeonato Brasileiro Série C 1996
Il Campeonato Brasileiro Série C 1996 è stata la 7ª edizione del Campeonato Brasileiro Série C.

## Prima fase

### Gruppo 1
| Pos. | Squadra         | Pt | G | V | N | P | GF | GS | DR |
| ---- | --------------- | -- | - | - | - | - | -- | -- | -- |
| 1    | Rio Branco-AC   | 8  | 4 | 2 | 2 | 0 | 3  | 1  | +2 |
| 2    | Ji-Paraná       | 4  | 4 | 1 | 1 | 2 | 7  | 6  | +1 |
| 3    | São Raimundo-AM | 4  | 4 | 1 | 1 | 2 | 6  | 9  | -3 |
| -    | Rio Negro       | 0  | 0 | 0 | 0 | 0 | 0  | 0  | 0  |

### Gruppo 2
| Pos. | Squadra     | Pt | G | V | N | P | GF | GS | DR |
| ---- | ----------- | -- | - | - | - | - | -- | -- | -- |
| 1    | Nacional-AM | 10 | 4 | 3 | 1 | 0 | 8  | 3  | +5 |
| 2    | Baré        | 7  | 4 | 2 | 1 | 1 | 9  | 6  | +3 |
| 3    | GAS         | 0  | 4 | 0 | 0 | 4 | 4  | 12 | -8 |

### Gruppo 3
| Pos. | Squadra        | Pt | G | V | N | P | GF | GS | DR |
| ---- | -------------- | -- | - | - | - | - | -- | -- | -- |
| 1    | Gurupi         | 7  | 4 | 2 | 1 | 1 | 7  | 6  | +1 |
| 2    | Sampaio Corrêa | 6  | 4 | 2 | 0 | 2 | 8  | 6  | +2 |
| 3    | Kaburé         | 4  | 4 | 1 | 1 | 2 | 3  | 6  | -3 |
| -    | Caxiense       | 0  | 0 | 0 | 0 | 0 | 0  | 0  | 0  |

### Gruppo 4
| Pos. | Squadra        | Pt | G | V | N | P | GF | GS | DR |
| ---- | -------------- | -- | - | - | - | - | -- | -- | -- |
| 1    | Fortaleza      | 11 | 6 | 3 | 2 | 1 | 10 | 5  | +5 |
| 2    | Ferroviário-CE | 10 | 6 | 3 | 1 | 2 | 9  | 7  | +2 |
| 3    | Cori-Sabbá     | 10 | 6 | 3 | 1 | 2 | 7  | 7  | 0  |
| 4    | River          | 3  | 6 | 1 | 0 | 5 | 3  | 10 | -7 |

### Gruppo 5
| Pos. | Squadra     | Pt | G | V | N | P | GF | GS | DR |
| ---- | ----------- | -- | - | - | - | - | -- | -- | -- |
| 1    | Potiguar    | 3  | 2 | 1 | 0 | 1 | 3  | 3  | 0  |
| 2    | Pauferrense | 3  | 2 | 1 | 0 | 1 | 3  | 3  | 0  |

### Gruppo 6
| Pos. | Squadra   | Pt | G | V | N | P | GF | GS | DR |
| ---- | --------- | -- | - | - | - | - | -- | -- | -- |
| 1    | Porto-PE  | 8  | 4 | 2 | 2 | 0 | 8  | 4  | +4 |
| 2    | Catuense  | 5  | 4 | 1 | 2 | 1 | 3  | 4  | -1 |
| 3    | Confiança | 2  | 4 | 0 | 2 | 2 | 4  | 7  | -3 |

### Gruppo 7
| Pos. | Squadra             | Pt | G | V | N | P | GF | GS | DR  |
| ---- | ------------------- | -- | - | - | - | - | -- | -- | --- |
| 1    | CSA                 | 15 | 6 | 5 | 0 | 1 | 14 | 4  | +10 |
| 2    | Fluminense de Feira | 9  | 6 | 3 | 0 | 3 | 9  | 7  | +2  |
| 3    | Itabaiana           | 7  | 6 | 2 | 1 | 3 | 6  | 10 | -4  |
| 4    | Galícia             | 4  | 6 | 1 | 1 | 4 | 5  | 13 | -8  |

### Gruppo 8
| Pos. | Squadra      | Pt | G | V | N | P | GF | GS | DR |
| ---- | ------------ | -- | - | - | - | - | -- | -- | -- |
| 1    | Operário-MS  | 8  | 4 | 2 | 2 | 0 | 5  | 2  | +3 |
| 2    | Mixto        | 5  | 4 | 1 | 2 | 1 | 3  | 4  | -1 |
| 3    | Comercial-MS | 2  | 4 | 0 | 2 | 2 | 0  | 2  | -2 |

### Gruppo 9
| Pos. | Squadra    | Pt | G | V | N | P | GF | GS | DR |
| ---- | ---------- | -- | - | - | - | - | -- | -- | -- |
| 1    | Vila Nova  | 8  | 4 | 2 | 2 | 0 | 5  | 3  | +2 |
| 2    | Uberlândia | 4  | 4 | 1 | 1 | 2 | 6  | 5  | +1 |
| 3    | Anápolis   | 4  | 4 | 1 | 1 | 2 | 3  | 6  | -3 |

### Gruppo 10
| Pos. | Squadra             | Pt | G | V | N | P | GF | GS | DR |
| ---- | ------------------- | -- | - | - | - | - | -- | -- | -- |
| 1    | Botafogo Sobradinho | 11 | 6 | 3 | 2 | 1 | 6  | 5  | +1 |
| 2    | Francana            | 10 | 6 | 3 | 1 | 2 | 11 | 5  | +6 |
| 3    | Uberaba             | 10 | 6 | 3 | 1 | 2 | 4  | 4  | 0  |
| 4    | Planaltina          | 2  | 6 | 0 | 2 | 4 | 3  | 10 | -7 |

### Gruppo 11
| Pos. | Squadra          | Pt | G | V | N | P | GF | GS | DR |
| ---- | ---------------- | -- | - | - | - | - | -- | -- | -- |
| 1    | Estrela do Norte | 9  | 4 | 3 | 0 | 1 | 6  | 3  | +3 |
| 2    | Colatina         | 6  | 4 | 2 | 0 | 2 | 3  | 4  | -1 |
| 3    | Vitória-ES       | 3  | 4 | 1 | 0 | 3 | 3  | 5  | -2 |

### Gruppo 12
| Pos. | Squadra       | Pt | G | V | N | P | GF | GS | DR  |
| ---- | ------------- | -- | - | - | - | - | -- | -- | --- |
| 1    | Rio Branco-SP | 18 | 8 | 5 | 3 | 0 | 18 | 3  | +15 |
| 2    | Paulista      | 14 | 8 | 4 | 2 | 2 | 8  | 7  | +1  |
| 3    | Juventus-SP   | 9  | 8 | 2 | 3 | 3 | 7  | 7  | 0   |
| 4    | Tupi          | 8  | 8 | 2 | 2 | 4 | 4  | 11 | -7  |
| 5    | Barra Mansa   | 5  | 8 | 1 | 2 | 5 | 4  | 13 | -9  |

### Gruppo 13
| Pos. | Squadra           | Pt | G | V | N | P | GF | GS | DR  |
| ---- | ----------------- | -- | - | - | - | - | -- | -- | --- |
| 1    | Botafogo-SP       | 15 | 8 | 4 | 3 | 1 | 15 | 5  | +10 |
| 2    | Corinthians-PP    | 12 | 8 | 4 | 0 | 4 | 13 | 17 | -4  |
| 3    | Comercial-SP      | 11 | 8 | 3 | 2 | 3 | 11 | 9  | +2  |
| 4    | União Bandeirante | 10 | 8 | 2 | 4 | 2 | 7  | 7  | 0   |
| 5    | Matsubara         | 6  | 8 | 1 | 3 | 4 | 11 | 19 | -8  |

### Gruppo 14
| Pos. | Squadra           | Pt | G | V | N | P | GF | GS | DR |
| ---- | ----------------- | -- | - | - | - | - | -- | -- | -- |
| 1    | Atlético Sorocaba | 11 | 6 | 3 | 2 | 1 | 10 | 6  | +4 |
| 2    | Rio Branco-PR     | 9  | 6 | 2 | 3 | 1 | 10 | 8  | +2 |
| 3    | Jaraguá           | 9  | 6 | 2 | 3 | 1 | 7  | 6  | +1 |
| 4    | Sãocarlense       | 2  | 6 | 0 | 2 | 4 | 2  | 9  | -7 |

### Gruppo 15
| Pos. | Squadra     | Pt | G | V | N | P | GF | GS | DR |
| ---- | ----------- | -- | - | - | - | - | -- | -- | -- |
| 1    | Caxias      | 10 | 6 | 3 | 1 | 2 | 9  | 5  | +4 |
| 2    | Cascavel    | 9  | 6 | 3 | 0 | 3 | 9  | 8  | +1 |
| 3    | Chapecoense | 9  | 6 | 3 | 0 | 3 | 6  | 9  | -3 |
| 4    | São Luiz    | 7  | 6 | 2 | 1 | 3 | 8  | 10 | -2 |

### Gruppo 16
| Pos. | Squadra           | Pt | G | V | N | P | GF | GS | DR |
| ---- | ----------------- | -- | - | - | - | - | -- | -- | -- |
| 1    | Figueirense       | 14 | 8 | 4 | 2 | 2 | 12 | 7  | +5 |
| 2    | Tubarão           | 13 | 8 | 4 | 1 | 3 | 12 | 12 | 0  |
| 3    | Pelotas           | 12 | 8 | 3 | 3 | 2 | 16 | 12 | +4 |
| 4    | Avaí              | 11 | 8 | 3 | 2 | 3 | 15 | 15 | 0  |
| 5    | Brasil de Pelotas | 4  | 8 | 0 | 4 | 4 | 5  | 14 | -9 |

## Seconda fase
| Squadra 1           | Totale          | Squadra 2      | Andata | Ritorno |
| ------------------- | --------------- | -------------- | ------ | ------- |
| Nacional-AM         | 3 - 2           | Rio Branco-AC  | 2 - 0  | 1 - 2   |
| Gurupi              | 0 - 7           | Vila Nova      | 0 - 3  | 0 - 4   |
| Fortaleza           | 2 - 4           | Sampaio Corrêa | 1 - 3  | 1 - 1   |
| Potiguar            | 5 - 2           | Ferroviário-CE | 4 - 1  | 1 - 1   |
| Porto-PE            | 1 - 1 (gfc)     | Pauferrense    | 0 - 0  | 1 - 1   |
| CSA                 | 2 - 1           | Catuense       | 1 - 1  | 1 - 0   |
| Fluminense de Feira | 2 - 1           | Colatina       | 2 - 0  | 0 - 1   |
| Estrela do Norte    | 3 - 5           | Rio Branco-SP  | 2 - 1  | 1 - 4   |
| Operário-MS         | 4 - 8           | Francana       | 2 - 2  | 2 - 6   |
| Botafogo Sobradinho | 2 - 3           | Mixto          | 0 - 0  | 2 - 3   |
| Botafogo-SP         | 4 - 1           | Uberlândia     | 2 - 0  | 2 - 1   |
| Rio Branco-PR       | 6 - 2           | Corinthians-PP | 4 - 0  | 2 - 2   |
| Atlético Sorocaba   | 2 - 2 (3-2 dcr) | Cascavel       | 2 - 0  | 0 - 2   |
| Paulista            | 2 - 2 (gfc)     | Figueirense    | 2 - 1  | 0 - 1   |
| Tubarão             | 4 - 1           | Caxias         | 1 - 1  | 3 - 1   |
| Ji-Paraná           | 4 - 1           | Baré           | 1 - 1  | 3 - 1   |

## Terza fase
| Squadra 1           | Totale | Squadra 2         | Andata | Ritorno |
| ------------------- | ------ | ----------------- | ------ | ------- |
| Fluminense de Feira | 1 - 5  | Vila Nova         | 0 - 2  | 1 - 3   |
| Ji-Paraná           | 1 - 2  | Nacional-AM       | 1 - 0  | 0 - 2   |
| Potiguar            | 2 - 6  | Sampaio Corrêa    | 2 - 1  | 0 - 5   |
| Porto-PE            | 3 - 1  | CSA               | 3 - 1  | 0 - 0   |
| Mixto               | 2 - 6  | Francana          | 1 - 3  | 1 - 3   |
| Botafogo-SP         | 3 - 1  | Atlético Sorocaba | 2 - 0  | 1 - 1   |
| Tubarão             | 3 - 6  | Rio Branco-SP     | 3 - 1  | 0 - 5   |
| Rio Branco-PR       | 1 - 2  | Figueirense       | 1 - 0  | 0 - 2   |

## Quarti di finale
| Squadra 1      | Totale          | Squadra 2     | Andata | Ritorno |
| -------------- | --------------- | ------------- | ------ | ------- |
| Nacional-AM    | 0 - 4           | Vila Nova     | 0 - 1  | 0 - 3   |
| Botafogo-SP    | 3 - 1           | Rio Branco-SP | 2 - 0  | 1 - 1   |
| Francana       | 4 - 4 (3-4 dcr) | Figueirense   | 3 - 1  | 1 - 3   |
| Sampaio Corrêa | 5 - 5 (gfc)     | Porto-PE      | 4 - 3  | 1 - 2   |

## Semifinali
| Squadra 1   | Totale | Squadra 2   | Andata | Ritorno |
| ----------- | ------ | ----------- | ------ | ------- |
| Porto-PE    | 3 - 5  | Vila Nova   | 0 - 0  | 3 - 5   |
| Figueirense | 2 - 3  | Botafogo-SP | 2 - 0  | 0 - 3   |

## Finali
| Squadra 1 | Totale | Squadra 2   | Andata | Ritorno |
| --------- | ------ | ----------- | ------ | ------- |
| Vila Nova | 3 - 1  | Botafogo-SP | 2 - 1  | 1 - 0   |